# 乔恩·伊拉萨瓦尔
基科·英沙（英語：Jon Irazabal Iraurgui，1996年11月28日—），出生于西班牙，是马来西亚职业足球运动员，司职后卫。目前效力阿塞拜疆足球超級聯賽的沙巴巴庫，也效力于马来西亚国家足球队。

## 国家队生涯
2025年6月4日，乔恩·伊拉萨瓦尔被马来西亚国家足球队征召。
2025年6月10日，乔恩·伊拉萨瓦尔在对阵越南的比赛中首次亮相国际赛场。

## 荣誉

### 俱乐部
米兰德斯
- 西班牙足协杯冠军：2018–19

沙巴巴库
- 阿塞拜疆杯冠军：2024–25